# Кенасса в Луцке

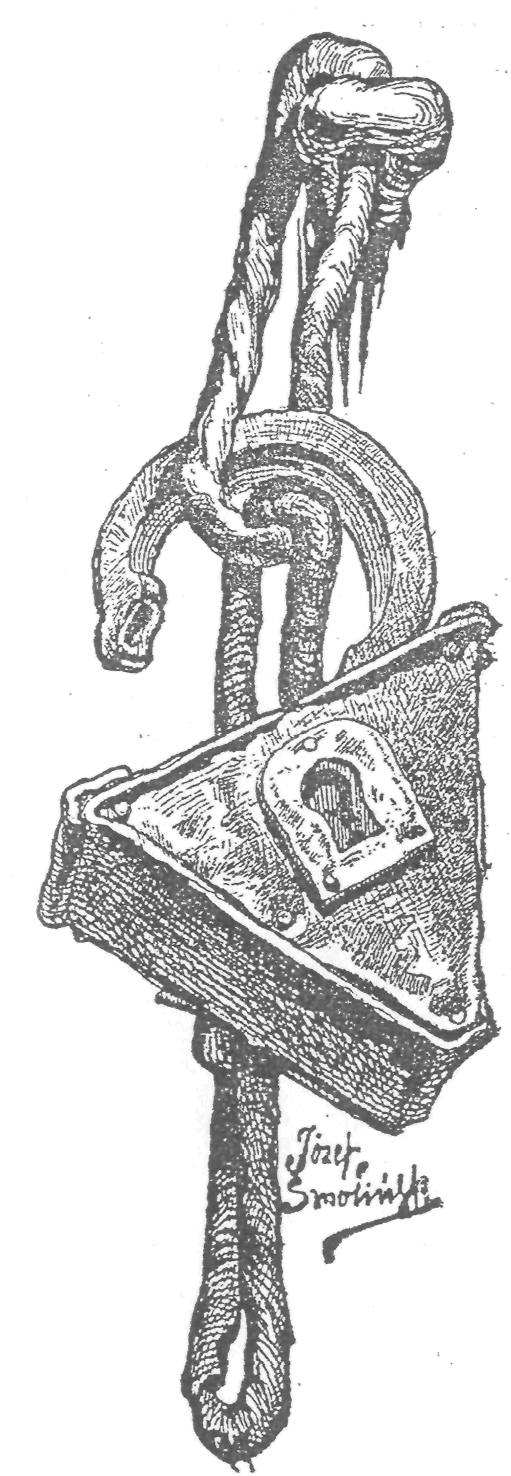
Замок XIII—XIV вв. на дверях кенассы в Луцке

Кенасса в Луцке — утраченный памятник истории и архитектуры. До того, как кенасса в 1972 году была уничтожена пожаром, она представляла собой наиболее древнюю караимскую кенассу на Украине. В своё время эта кенасса являлась одним из наиболее ценных памятников архитектуры, построенных из дерева.

## История кенассы
Точная дата постройки здания кенассы неизвестна. Вместе с тем, начиная с XVI века, имеются упоминания в документах о кенассе в Луцке.

### Ранние упоминания
В 1506 году кенасса в городе уже существовала (см. письмо короля Сигизмунда I к луцкому старосте от 22 декабря 1506 года). В 1633 году было построено новое деревянное здание (упоминание об этом приводится в связи с тем, что король Владислав IV предоставил караимской общине города право на удержание кенассы). На этом упоминания о кенассе в Луцке обрываются. О кенассе, сгоревшей во время пожара в 1972 году известно лишь то, что она была возведена (заново) в XVIII веке. Сведения о существовании здания кенассы приводятся в т.наз. люстрации (от лат. lustrum — налоговый или финансовый период), то есть описании государственных заведений Луцка, проведённой в 1789 году.

### История кенассы на современном этапе
Во время австрийской оккупации в годы Первой мировой войны кенасса была разграблена и повреждена. Австрийцы забрали оттуда старинные подсвечники, изделия из бронзы и хрусталя, золототканые ткани.
В 1920-х годах был произведён ремонт здания: укреплён фундамент, залатана крыша, заменены окна. Новые окна стали полукруглыми.
В середине 1930-х годов было возведено здание, в котором располагались дом газзана, зал для школы и собраний, бюро метрик. Здание было выполнено в функциональном стиле и завершено в 1939 году.
По окончании Второй мировой войны большинство караимов покинули Луцк, и здание кенассы осталось заброшенным. В 1972 году Луцкая кенасса была уничтожена пожаром, а на её месте были построены частные дома.

## Строение и внутренне убранство
Здание кенассы представляло собою деревянный дом с крыльцом и покатой островерхой мансардной крышей, опоясанной гонтами. В целом, кенасса была построена согласно архитектурным традициям крымских караимов: её вид был прост и скромен, сама постройка состояла из трёх частей, с отдельной комнатой для женщин. Длинные скамьи для прихожан подобны аналогичным скамьям в католических храмах. Из прихожей вход вёл в большой зал.

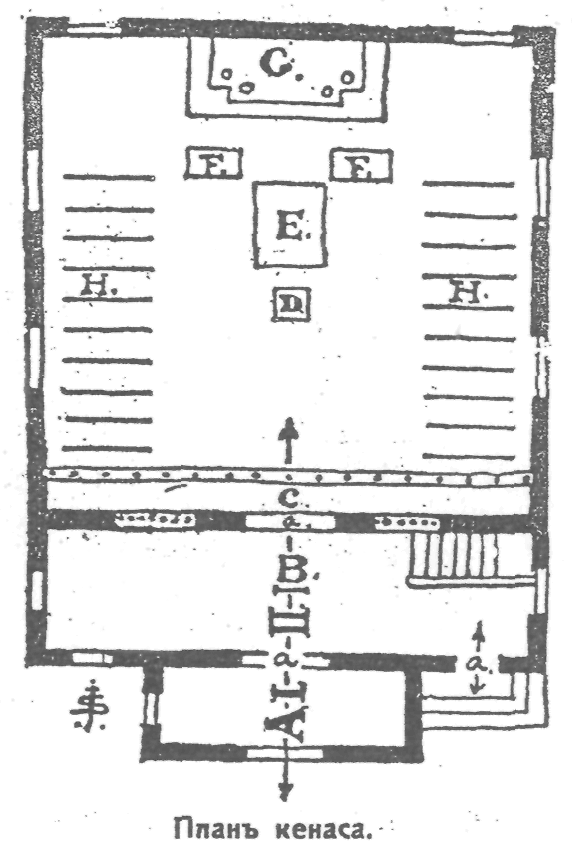
План луцкой кенассы

Внутреннее убранство было весьма богатым, стены были украшены полихромной живописью с растительными мотивами, а на восточной стороне можно было увидеть красивый гехал. Зал для молитвы был украшен резными колоннами, орнаментированными коринфской капителью в стиле эпохи Возрождения.
Стены были покрыты цветным живописью и узорами, которые напоминали растительные мотивы. Также на стенах содержались надписи на древнееврейском языке. Тип и композиция алтаря типична для кенасс в Луцке, Галиче и Тракае; он был украшен резными декорациями с завитками, колоннами и коронами; характерен растительный и геометрический орнамент. Над алтарём находилась памятная доска с государственным гербом и русской надписью, которой караимская община прославляет царя Николая I за освобождение караимских газзанов от воинской повинности.

## Газзаны
- Фиркович, Авраам Самуилович (1818)
- Абкович, Рафаэль Авраамович (1928—1938)
- Лобанос, Иосиф Иосифович (1939)[4]